# ADEOS-II
ADEOS-II (englisch Advanced Earth Observing Satellit, japanisch みどり-II, auch Midori II) ist ein Erdbeobachtungssatellit der japanischen Weltraumbehörde NASDA, den eine Trägerrakete des Typs H-IIA am 14. Dezember 2002 vom Tanegashima Space Center aus auf eine 800 km hohe sonnensynchrone Umlaufbahn brachte. Die Startmasse betrug 3,68 Tonnen, die elektrische Leistung seiner Sonnenpaneele 6 Kilowatt. Ein Sonnensturm am 23. Oktober 2003 versetzte den 630 Millionen US-Dollar teuren Satelliten aufgrund eines Fehlers der Solarpanele in einen Ruhezustand, bei dem sowohl die Observierungsinstrumente abgeschaltet, als auch der Kontakt zur Erde abgebrochen wurde. Sämtliche Versuche die Telemetriedaten zu erzeugen schlugen fehl.